# 社口 (嘉義縣)
社口，是台灣嘉義縣中埔鄉的一個傳統地域名稱，位於該鄉北部略偏東。相較於今日行政區，其範圍大致為社口村不含東端。

## 歷史
台灣日治初期，社口地區為一街庄，稱為「社口庄」，隸屬於嘉義東堡。該庄北邊西段及中段與轆仔腳庄為鄰，北邊東段及東邊與番仔路庄為鄰，南邊為灣潭仔庄、鹽館庄，西邊為枋樹腳庄、樹頭埔庄。
1901年（日治明治三十四年）11月，全台廢縣廳改設二十廳，該庄隸屬於嘉義廳。1903年（明治三十六年）6月，該庄編入「中埔區」，隸屬於嘉義廳。1909年（明治四十二年）10月，合併二十廳為十二廳，中埔區仍隸屬於嘉義廳。1920年（大正九年），全台地方制度大改正，廢十二廳改設五州二廳，該庄改制並雅化為「社口」大字，隸屬於臺南州嘉義郡中埔庄。
戰後中埔庄改制為中埔鄉，隸屬於臺南縣，大字亦改制為村。1950年10月，雲、嘉、南分治，中埔鄉改隸屬嘉義縣。

## 聚落
本地區發展較早的聚落有社口、番仔坑、竹林腳等，在日治期初期的官方地圖上已有記載。日治時期當地的社口古柯農場，曾經是全台最大的古柯樹種植園之一，為當時日本國內古柯鹼類藥物製作原料的主要供應地。

## 交通
- 省道台18線

## 學校
- 中正國小(已廢校)

## 文化資產
- 吳鳳廟（縣定古蹟）